# Sertaneja
Sertaneja is een gemeente in de Braziliaanse deelstaat Paraná. De gemeente telt 5.924 inwoners (schatting 2009).